# جوناثان الكسندر
جوناثان الكسندر (بالإنجليزية: Jonathan Alexander)‏ هو كاتب أمريكي، ولد في 2 أكتوبر 1967 في نيو أورلينز في الولايات المتحدة.